# Valérie Hayer
Valérie Hayer (6 de abril de 1986) es una abogada y política francesa miembro del Partido del Renacimiento (RE) que fue elegida miembro del Parlamento Europeo en 2019.

## Biografía
En el parlamento es parte de la Comisión de Presupuestos.  Es la coordinadora de su grupo parlamentario en la comisión. En 2020, se desempeñó como coponente del Parlamento (junto con José Manuel Fernandes) en una moción exitosa para asignar nuevos ingresos fiscales al presupuesto de la Unión Europea para pagar su préstamo conjunto de 750 mil millones de euros (888 mil millones de dólares) para la recuperación económica después de la crisis del COVID 19. Forma parte del equipo de negociación del Parlamento para la reforma del presupuesto a largo plazo (MFP) y de los recursos propios de la UE. 
Además de sus funciones en la comisión, forma parte de la delegación del Parlamento para las relaciones con los países del Sudeste Asiático y la Asociación de Naciones del Sudeste Asiático (ASEAN). También es miembro del Foro Europeo de Internet  y del grupo Eurodiputados contra el Cáncer. 